# Attulus distinguendus
Espèce
Synonymes
- Attus cinereus Westring, 1861 nec Walckenaer, 1837
- Attus distinguendus Simon, 1868
- Attus helveolus Simon, 1871
- Attulus helveolus (Simon, 1871)
- Attus psammodes Thorell, 1875
- Attus histrio Simon, 1875
- Attus frigidus Simon, 1875
- Attus solaris Menge, 1877
- Attus ruficarpus Simon, 1884
- Sitticus numeratus Bösenberg & Strand, 1906
- Sitticus paraviduus Schenkel, 1963

Attulus distinguendus est une espèce d'araignées aranéomorphes de la famille des Salticidae.

## Distribution
Cette espèce se rencontre en zone paléarctique.

## Description
Les mâles mesurent de 3,0 à 5,0 mm et les femelles de 4,35 à 5,4 mm.

## Publication originale
- Simon, 1868 : Monographie des espèces européennes de la famille des attides (Attidae Sundewall. - Saltigradae Latreille). Annales de la Société Entomologique de France, ser. 4, vol. 8, p. 11-72 & 529-726 (texte intégral).